# Désiré-Émile Inghelbrecht
Désiré-Émile Inghelbrecht est un chef d'orchestre et compositeur français, né à Paris 19e le 17 septembre 1880 et mort dans la même ville (18e arrondissement) le 14 février 1965.

## Biographie
Son grand-père est belge et sa mère anglaise. Son père est altiste dans l'orchestre de l'Opéra de Paris. Désiré-Émile étudie au Conservatoire de Paris où il reçoit l'enseignement d'Antoine Taudou puis devient musicien d'orchestre avant, petit à petit et à force de travail et de volonté, de s'élever jusqu'au pupitre du Théâtre des Champs-Élysées à sa fondation en 1913.
Il crée l'association chorale de Paris (1912) et dirige les Ballets suédois de Rolf de Maré (1919-1922) puis l'orchestre de l'Opéra-Comique. Il conçoit l'idée d'un Orchestre national de la radiodiffusion en 1934 (aujourd'hui devenu l'Orchestre national de France). Il est chef permanent des Concerts Pasdeloup (1928-1932) et directeur musical de l'Opéra d'Alger (1929-1930).
Il réalise un enregistrement intégral des œuvres de Claude Debussy, qu'il a bien connu et dont il s'inspire dans ses propres œuvres, surtout au début de sa carrière.
De 1910 à 1929, il est marié avec Renée Germaine dite « Colette » Steinlen, fille du dessinateur, peintre, lithographe et affichiste Théophile Alexandre Steinlen, puis de 1925 à 1940 avec la danseuse et chorégraphe Carina Ari. En 1941, il épouse en troisièmes noces une amie de Colette Steinlen, Germaine Perrin dite « Pilon », avec qui il avait une liaison au moins depuis 1932, tandis que sa première épouse, Colette Steinlen, épouse en 1942 le chef d'orchestre Roger Désormière.

## Ses principales créations
- La Marche écossaise (1913) et la Boïte à Joujoux (1919), ballet pour enfants de Claude Debussy ;
- Les Mariés de la Tour Eiffel, œuvre du Groupe des Six (1921) ;
- L'Homme et son désir de Darius Milhaud.

## Ses œuvres

### Opéra
- La Nuit vénitienne, opéra en 3 actes d'après Alfred de Musset (1908) où il a su créer une atmosphère convenant au drame,

### Ballets
- La Bonne Aventure (1922),
- El Greco (Ballets suédois ; Paris, 18 novembre 1920),
- Le Diable dans le beffroi d'après Edgar Allan Poe (Opéra de Paris, 1er juin 1927),
- Jeux de couleurs (Opéra de Paris, 21 février 1933),
- Le Chêne et le Tilleul, opéra-ballet (Paris, 1961).

### Musique pour orchestre
- Automne (1905),
- Pour le jour de la première neige au vieux Japon (1908),
- Rapsodie de printemps (1912),
- 3 Poèmes dansés (1923),
- La Métamorphose d'Ève (1925),
- 6 Danses suédoises (1929),
- Sinfonia brève da camera (Concerts Pasdeloup, novembre 1930),
- Le Livre d'Or (1939),
- Ballade dans le goût irlandais pour harpe et orchestre (1939),
- Iberiana, pour violon et orchestre (1948),
- Vézelay, évocation symphonique (1952), lieu où il séjourne chaque fois qu'il lui est possible d'échapper à Paris (entre 1923 et 1965, il y vécut tous les étés).

### Musique de chambre
- 2 Esquisses antiques pour flûte et harpe (1902),
- Poème sylvestre pour bois (1905),
- Prélude et saltarelle pour alto et piano (1907),
- Quintette pour cordes et harpe (1918),
- Sonatine pour flûte et harpe (1919),
- Impromptu pour alto et piano (1922),
- Sonate pour violon et piano (1950),
- Quatuor à cordes en ut (1956),

des pièces pour violoncelle et piano.

### Musique vocale
- 4 Chansons populaires françaises pour chœur mixte (1915),
- Le Cantique des créatures de Saint François d'Assise pour chœur et orchestre (1919),
- La Légende du grand Saint Nicolas (1925),
- Requiem (1940) représenté en 1942 et qui respecte, scrupuleusement, la liturgie.
- Mowgli, d'après Le Livre de la jungle de Rudyard Kipling (1946),

des mélodies comme Mélodies sur les poésies russes (1905), Au jardin de l'infante (1910).

### Musique pour piano
- La Nursery, pièces à 2 et 4 mains pour l'enfant et son professeur, 5 volumes (1905 à 1911),
- Suite petite-russienne (1908),
- Paysages (1918).

### Musique de films
- Gitanes (1932) de Jacques de Baroncelli

## Ses écrits
- Comment on ne doit pas interpréter Carmen, Faust, Pelléas, 1932 ;
- Diabolus in musica, 1933 ; il en a dit, non sans raison : « C’est peut-être moi. »
- Le Chef d'orchestre et son équipe, Paris, Julliard, 1949 ;
- Debussy, en collaboration avec son épouse Germaine, Paris, Édition Costard, 1953 ;
- Le chef d'orchestre parle au public, 1957 ;
- Mouvement contraire, Paris, Daumat, 1947 ; il y raconte sa vie en remontant le cours des années. Ouvrage réédité en 2019 aux éditions de la Coopérative avec une discographie complète du chef d'orchestre et de nombreux documents iconographiques.